# Moerisia lyonsi
Moerisia lyonsi är en nässeldjursart som beskrevs av George Albert Boulenger 1908. Moerisia lyonsi ingår i släktet Moerisia och familjen Moerisiidae. Inga underarter finns listade i Catalogue of Life.